# Noyant-la-Plaine
Noyant-la-Plaine is een plaats en voormalige gemeente in het Franse departement Maine-et-Loire in de regio Pays de la Loire en telt  180 inwoners (1999). De plaats maakt deel uit van het arrondissement Saumur.

## Geschiedenis
De plaats maakt sinds 22 maart 2015 deel uit van het op die dag gevormde kanton Doué-la-Fontaine toen het kanton Gennes, waar de gemeente daarvoor onder viel, werd opgeheven. Op 1 januari 2016 fuseerde de gemeente met Ambillou-Château en Louerre tot de commune nouvelle Tuffalun.

## Geografie
De oppervlakte van Noyant-la-Plaine bedraagt 5,0 km², de bevolkingsdichtheid is 36,0 inwoners per km².
De onderstaande kaart toont de ligging van Noyant-la-Plaine met de belangrijkste infrastructuur en aangrenzende gemeenten.

## Demografie
Onderstaande figuur toont het verloop van het inwonertal.